# 乔纳森·理查兹
乔纳森·理查兹（英語：Jonathan Richards，1954年—），英国前男子帆船运动员。他曾代表英国参加1984年夏季奥林匹克运动会帆船比赛，联同彼得·奥勒姆获得一枚铜牌。